# Comté de Pottawatomie (Oklahoma)
Pour les articles homonymes, voir Comté de Pottawatomie.
Le comté de Pottawatomie est un comté situé dans l'État de l'Oklahoma aux États-Unis. Le siège du comté est Shawnee. Selon le recensement de 2010, sa population est de 69 442 habitants.

## Comtés adjacents
- Comté de Lincoln (nord)
- Comté d'Okfuskee (nord-est)
- Comté de Seminole (est)
- Comté de Pontotoc (sud-est)
- Comté de McClain (sud-ouest)
- Comté de Cleveland (ouest)
- Comté d'Oklahoma (nord-ouest)

## Principales villes
- Asher
- Bellemont
- Bethel Acres
- Brooksville
- Earlsboro
- Johnson
- Macomb
- Maud
- McLoud
- Oklahoma City (en partie)
- Pink
- Shawnee
- Saint Louis
- Tecumseh
- Tribbey
- Wanette